# Rönnudden
Rönnudden (finska: Pihlajaniemi) är en stadsdel i storområdena Centrum och Skansen-Uittamo i Åbo. Stadsdelen är belägen söder om Åbo centrum. Bostadsområdet Fyrstranden hör till Rönnudden och Korpolaisbacken. År 2016 var Rönnuddens folkmängd 29, varav 25 var finskspråkiga, 3 svenskspråkiga och 1 övrig.

## Bildgalleri

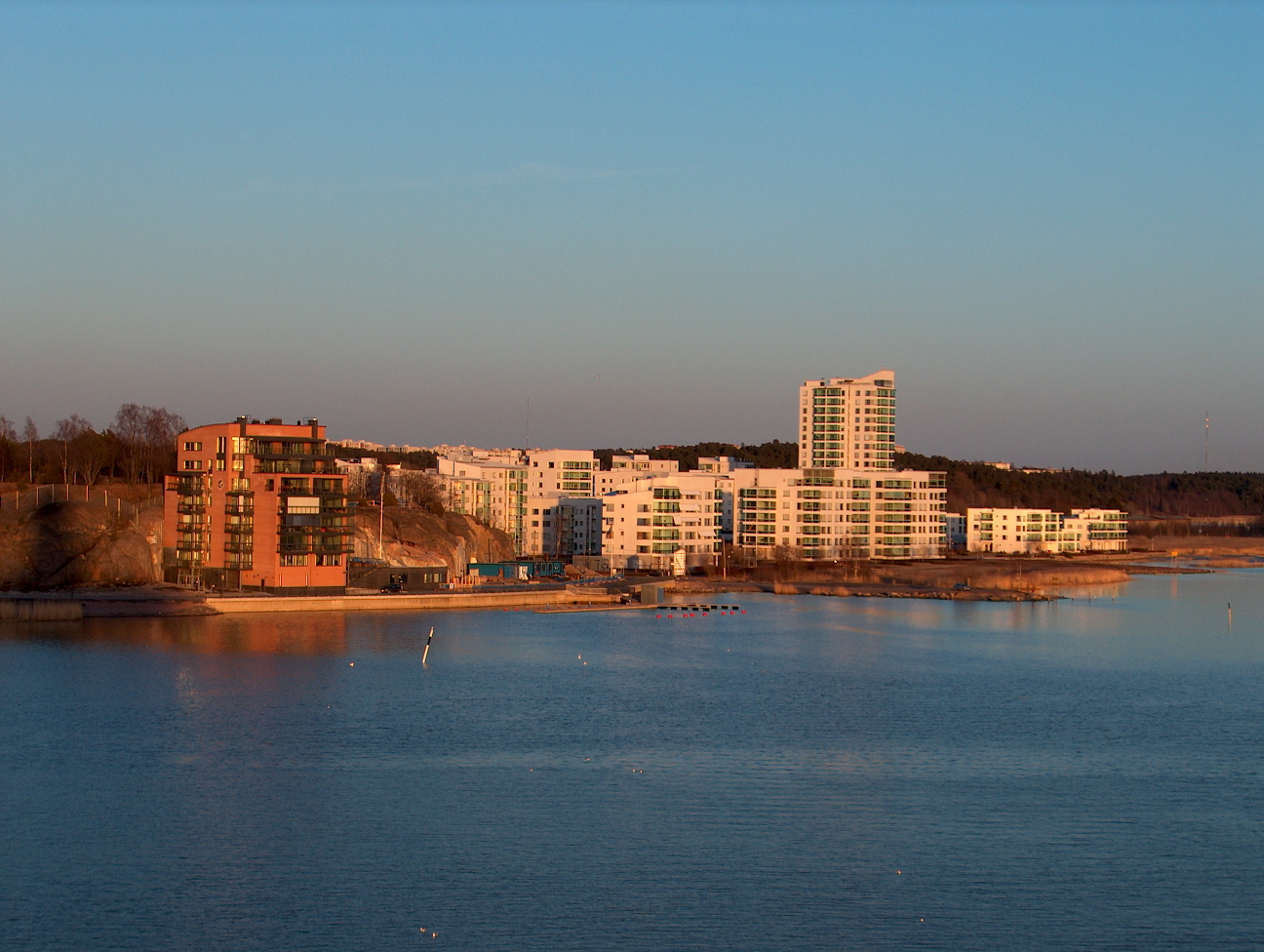
Fyrstranden.
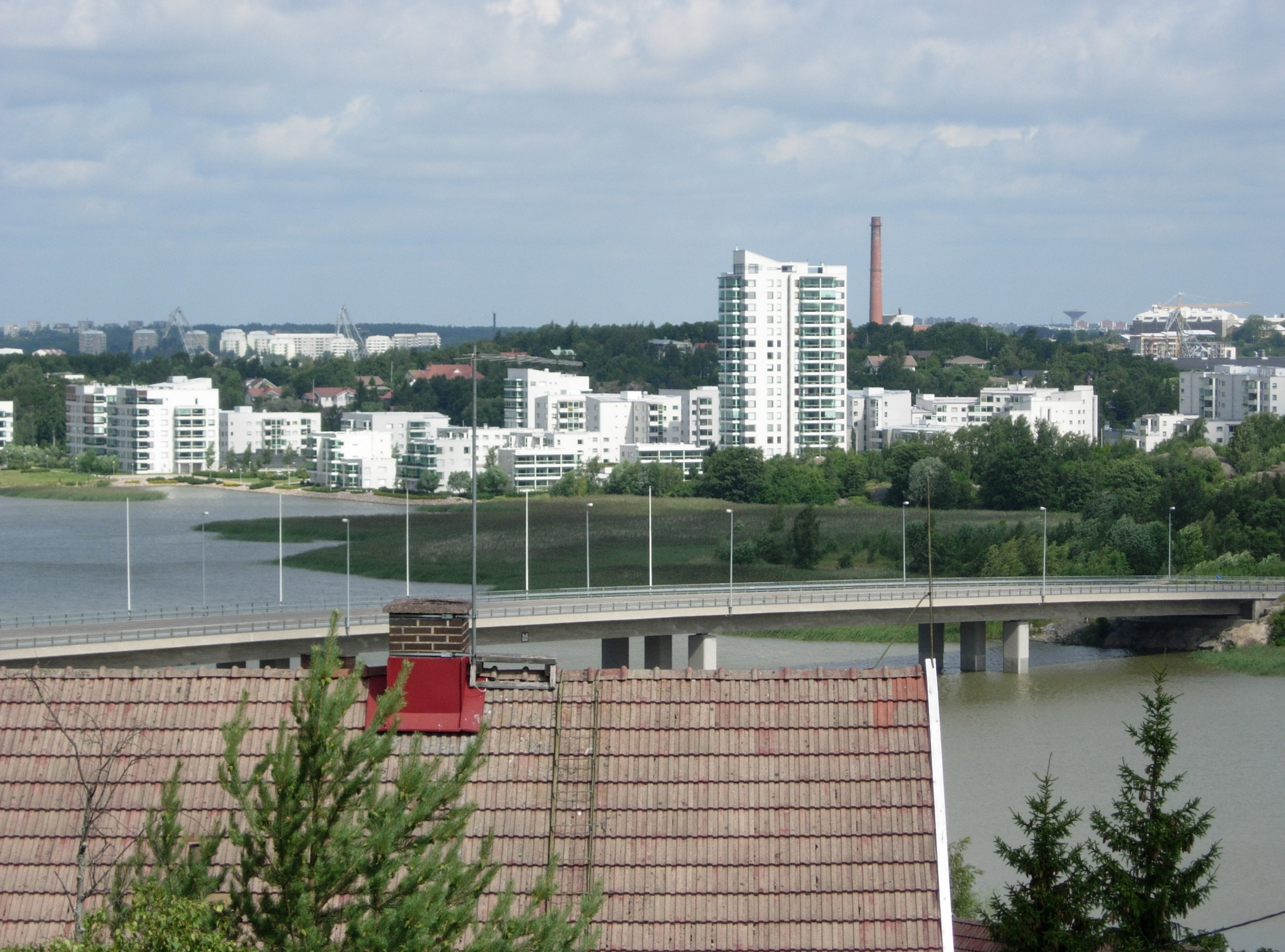
Hirvensalobron.